# 780
Cette page concerne l'année 780  du calendrier julien. Pour l'année 780 av. J.-C., voir 780 av. J.-C. Pour le nombre 780, voir 780 (nombre).
L'année 780 est une année bissextile qui commence un samedi.

## Événements
- 6 février : renouveau de l'iconoclasme dans l'empire byzantin après la mort du patriarche de Constantinople Nicétas et l'élection forcée de Paul de Chypre le 20[1].
- Printemps : après avoir passé l'hiver à Worms Charlemagne tient son plaid général à Eresburg[2] et rassemble ses troupes en Saxe. Il obtient le serment et le baptême de nombreux Saxons à Orheim puis marche jusqu'au confluent de l'Elbe et de l'Ohře où il règle les différends entre Slaves et Saxons[3].
- Juillet : prise de Terracina par les Byzantins de Naples alliés à Arigis II de Bénévent. Le pape Adrien Ier fait appel à Charlemagne le 1er août[1] pour obtenir des renforts et récupérer ses domaines en Campanie[4].
- 8 septembre : début du règne de Constantin VI, empereur byzantin (fin en 797), âgé de 9 ans, sous la régence d’Irène (780-790)[5]. Irène s’appuie sur les eunuques Aetios et Staurakios, qui devient logothète du drome (police, poste, affaires étrangères) et Tarasios, chef de bureau de la chancellerie. Elle renonce à l’iconoclastie.
- 18 octobre[1] : Bardas, stratège des Arméniaques tente en vain de porter au pouvoir Nikephoros, demi-frère de Léon IV[5]
- 25 décembre : Charlemagne, parti à l'automne pour une troisième expédition en Italie[6], fête Noël à Pavie[7].

- Début du règne en Inde de Dhruva (en), roi Rashtrakuta de Malkhed (fin en 794)[8]. Il envahit le pays Ganga dont le roi Shivamara (en) avait soutenu son frère. Il s’attaque aux Pallava qui lui paient tribut et envahit le pays Châlukya de l’est dont il contraint le roi Vishnuvardhana à lui donner sa fille. Souverain le plus puissant du Dekkan, il s’attaque aux royaumes du nord (Pratihâra, au nord-est d’Âgrâ et Mâlwa).
- Charte de création d'Andorre[9].
- Création des abbayes bénédictines de Saint-Gilles et de Psalmodie[10] par Benoît d'Aniane en Septimanie.

## Naissances en 780
- Ahmad Ibn Hanbal, théologien arabo-musulman.
- Al-Jahiz, écrivain arabe[11].
- Raban Maur, archevêque, grammairien et encyclopédiste allemand[11].

## Décès en 780
- 8 septembre : Léon IV le Khazar, empereur byzantin.